# Antoine Perrenot de Granvelle
Antoine Perrenot de Granvelle (Besançon, 20 augustus 1517 – Madrid, 21 september 1586) was een staatsman in dienst van de Habsburgers. Granvelle was afkomstig uit de Franche-Comté, een deel van de Bourgondische erflanden, dat in zijn tijd in handen was van Karel V en later van diens zoon Filips II. Hij was een man van de harde lijn, die vond dat de roerige provincies een lesje geleerd moest worden.

## Biografie
Als zoon van de invloedrijke Nicolas Perrenot de Granvelle maakte hij snel carrière. Hij studeerde recht aan de Universiteit van Padua en nadien godgeleerdheid in Leuven. Hij promoveerde net als zijn vader tot doctor in de rechten te Dole en werd raadsheer bij het parlement (provinciehuis en gerechtshof) in die stad. Hij werkte als bureaucraat voor de Habsburgse monarchie en werd reeds op 21-jarige leeftijd bisschop van Atrecht. Na de dood van zijn vader in 1550 volgde hij deze op als staatssecretaris en grootzegelbewaarder van Karel V. In Brussel liet hij een magnifiek renaissancepaleis bouwen. Hij werkte aan de totstandkoming van het huwelijk van Karels zoon Filips II met Maria Tudor en had een groot aandeel in de realisatie van de verdragen van Vaucelles (1556) en Cateau-Cambrésis (1559).

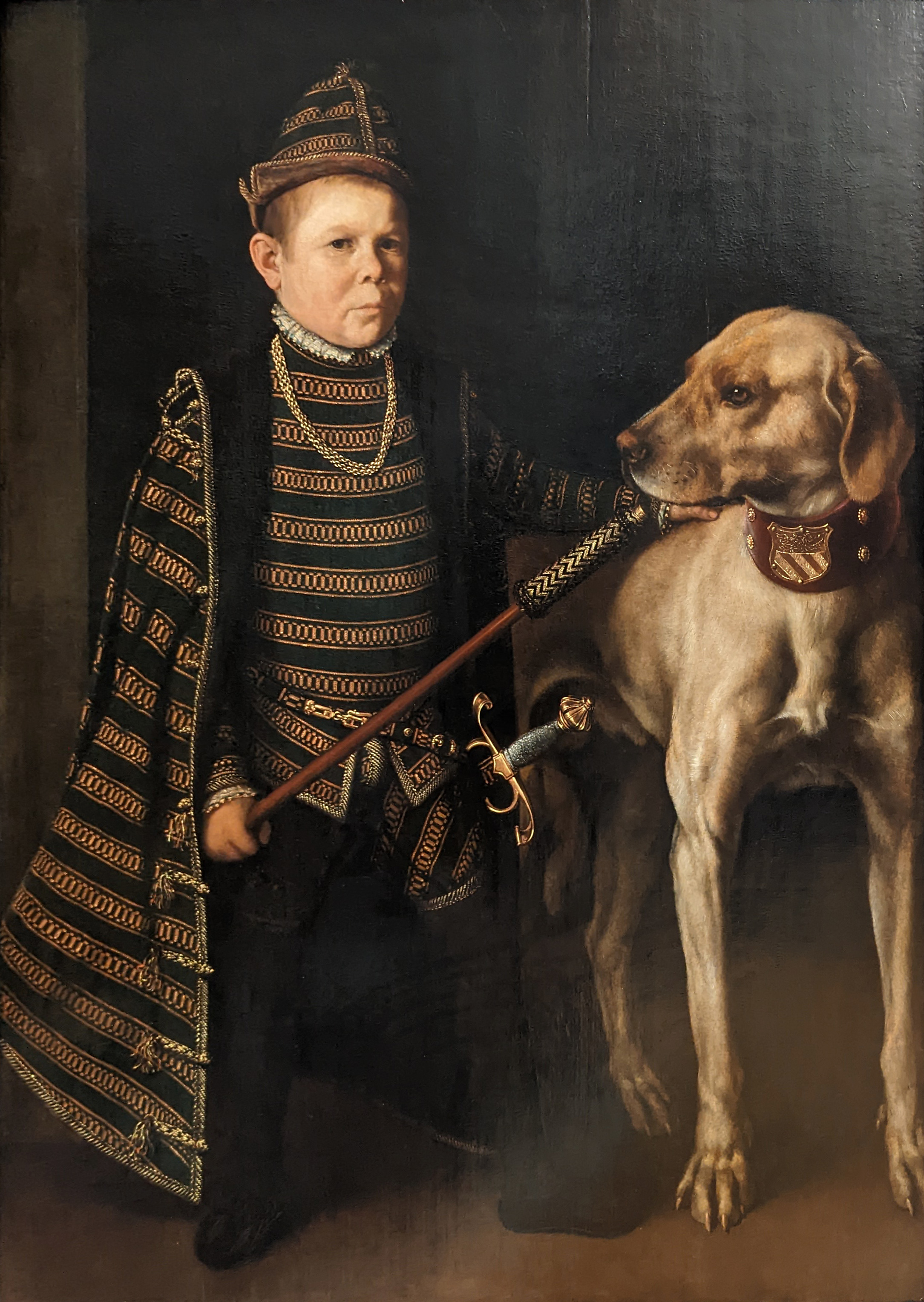
Le Nain du cardinal de Granvelle tenant un gros chien
(ca. 1560), Anthonis Mor, Louvre
----
Naar Spaans gebruik had Granvelle een dwerg aan zijn hof

Granvelle was de belangrijkste adviseur van Filips II in de jaren die aan de Tachtigjarige Oorlog voorafgingen en droeg bij aan het verscherpen van de conflicten in de Nederlanden. Hoewel zelf geneigd tot terughoudendheid, voerde hij loyaal ook de meest extreme maatregelen van Filips II uit. Nadat deze de Nederlanden had verlaten, werd Granvelle een van de meest invloedrijke raadgevers van landvoogdes Margaretha van Parma aan het Brusselse hof. Het leverde hem een benoeming op tot de kardinaal-aartsbisschop van het nieuwe aartsbisdom Mechelen (1561). Hij betrok er het Hof van Savoye. Vanaf dit moment werd hij door de Nederlandse adel steeds meer beschouwd als een exponent van de gehate regering. De hoogste adel richtte zelfs een Liga tegen Granvelle op. Dit bracht hem ertoe om in maart 1564 zijn bisdom te verlaten en op advies van de koning naar de Franche-Comté terug te keren.
Daarna werd hij tot gezant te Rome benoemd, waar hij een groot aandeel had in de vorming van een anti-Turkse liga. Als onderkoning van Napels werkte hij in 1571 aan de voorbereiding van de Slag bij Lepanto. In 1575 keerde hij naar Rome terug en uit zijn correspondentie met koning Filips blijkt dat hij zich opnieuw ging bemoeien met de Nederlanden. Zo stemde hij in met het sturen van de hertog van Alva en met de instelling van diens Raad van Beroerten, maar uiteindelijk keurde hij het bloedige optreden van Alva af. Ook bewoog hij de koning ertoe Willem van Oranje vogelvrij te verklaren (1580) en diens zoon te ontvoeren (1568) en (in 1578) de militaire en burgerlijke macht op te splitsen, in handen van Alexander Farnese respectievelijk Margaretha van Parma.
In 1579 ontbood de koning hem ten slotte naar Madrid en belastte hem daar met de Nederlandse zaken en met de diplomatieke betrekkingen met Engeland en Frankrijk. In deze hoedanigheid was hij zijn koning nog zes jaar nauwgezet van dienst, zij het met afnemende invloed. Als dank voor zijn diensten werd Granvelle nog in 1584 tot aartsbisschop van Besançon benoemd. Hij overleed te Madrid in 1586. Zijn stoffelijk overschot werd bijgezet in Besançon.

## De reputatie van Granvelle
Nederlandse geschiedschrijvers stelden Granvelle tegenover hun held Willem van Oranje. Guillaume Groen van Prinsterer noemde zijn reputatie als "listigen, wreeden, laaghartichen aanhanger der Spaanse tiranij" - na een onderzoek in de archieven van Besançon - onterecht, Granvelle was naar Groen van Prinsterers overtuiging "niet Spaansgezind maar voor het behoud van de voorregten des lands" en "onbewimpeld verklaard tegen de wreedheden van in het bijzonder des hertogen van Alva". Granvelle had "verre van zich door vleierij staande te houden den Koning raad gegeven met eene vrijmoedigheid die thans, nu men zoveel over onafhankelijkheid van karakter spreekt onder de zeldzaamheden behoort".

Granvelle paleizen
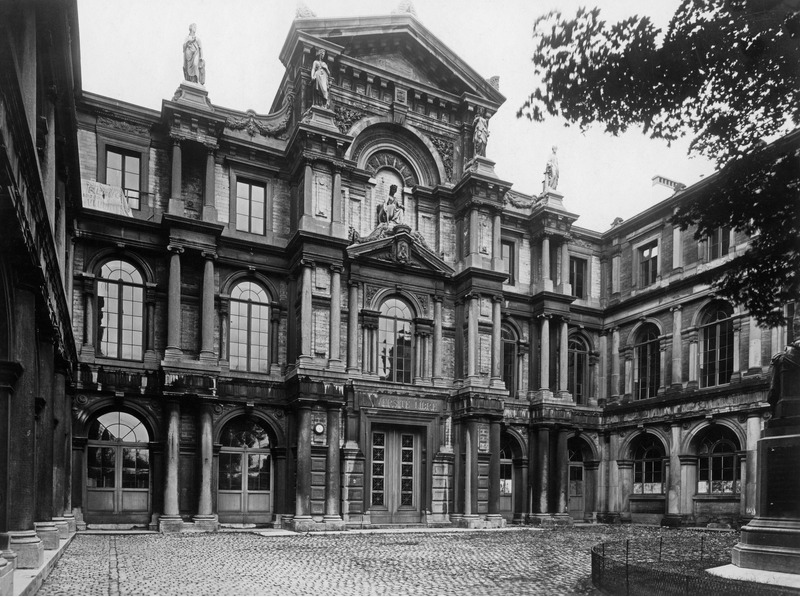
Granvelles paleis te Brussel
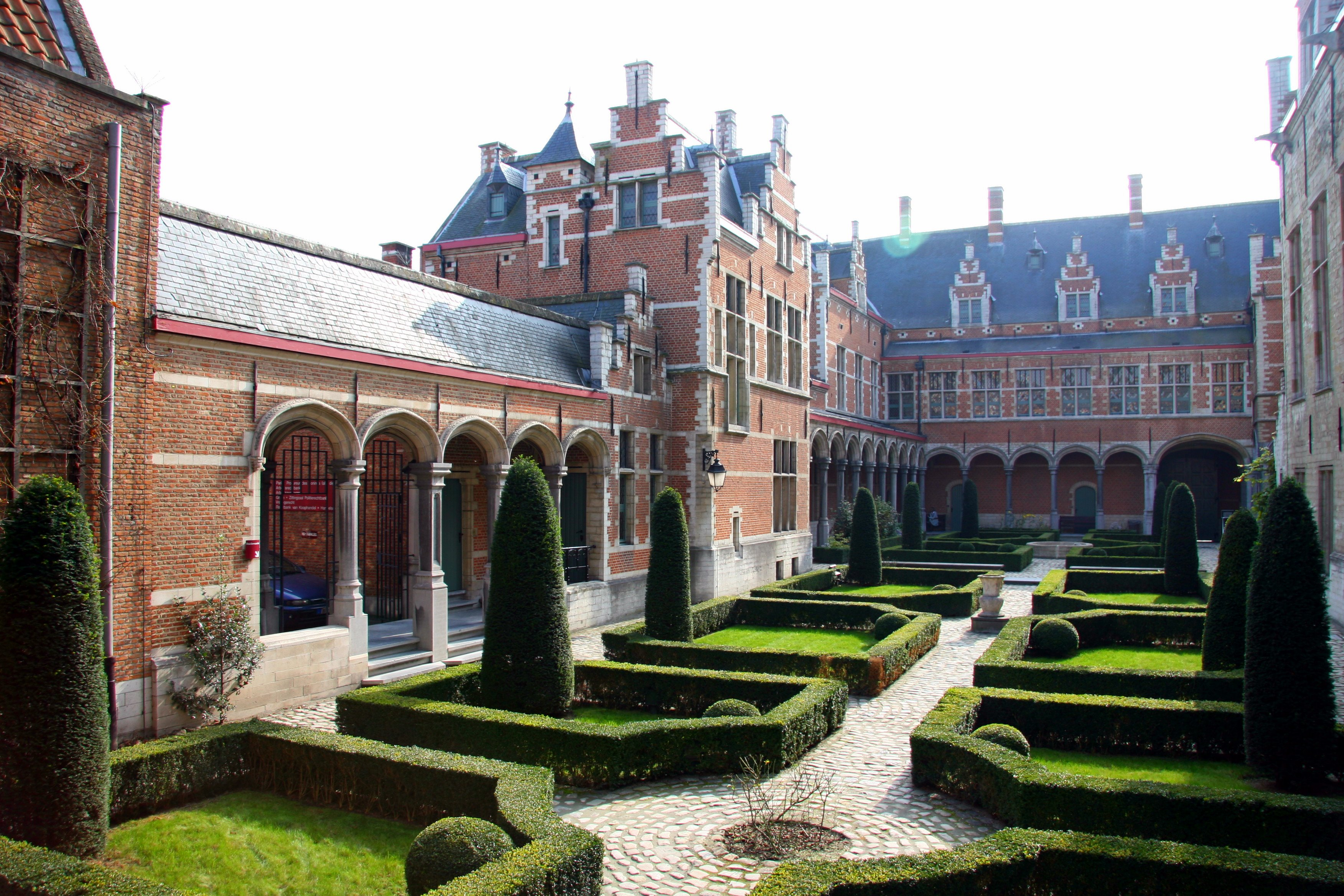
Granvelles paleis te Mechelen
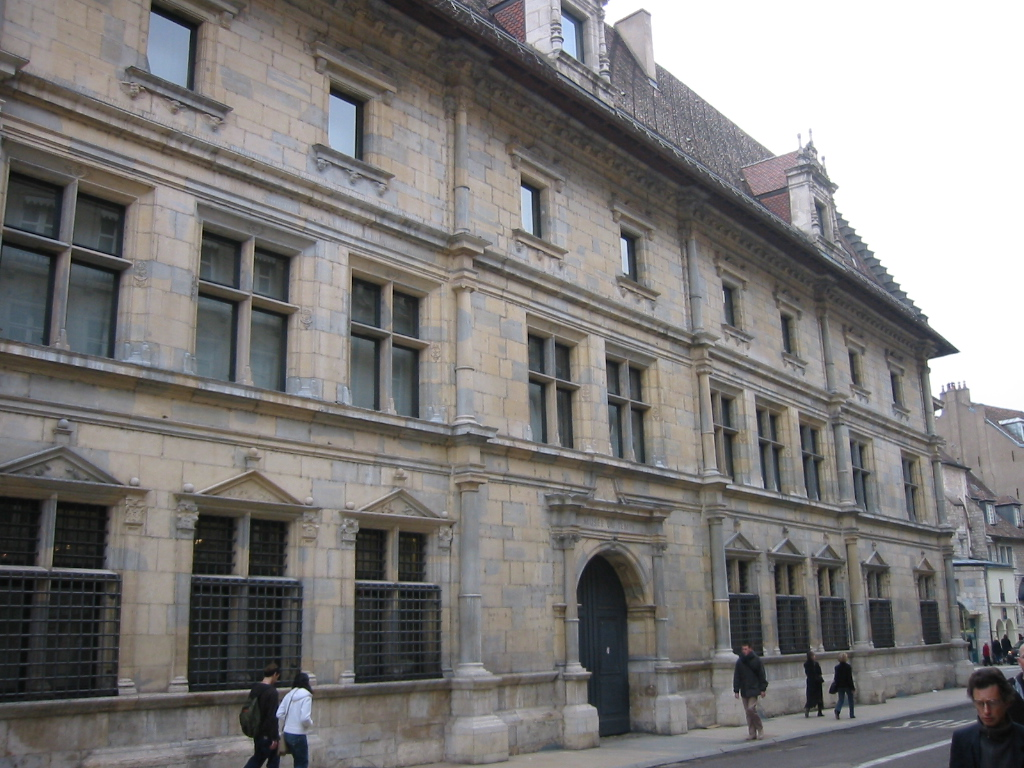
Granvelles paleis te Besançon